# Profunditat de focus
|  | No s'ha de confondre amb Profunditat de camp. |

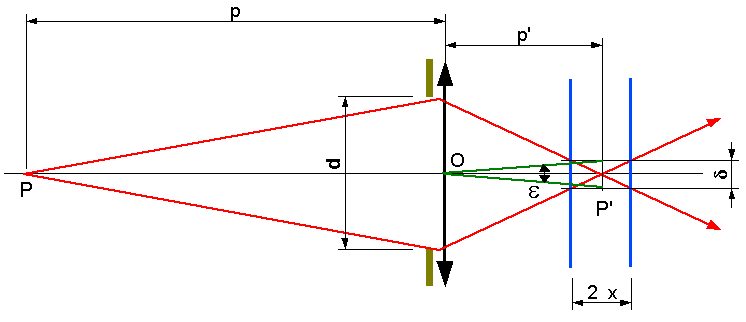
Esquema per al càlcul de la profunditat de focus

La Profunditat de focus (PDF o bé DOF-Depth Of Field) és un concepte òptic que mesura la tolerància de la ubicació del pla de la imatge (el pla de la pel·lícula en una càmera fotogràfica) en relació amb la lent. La profunditat de focus indica la tolerància del desplaçament de la pel·lícula respecte l'objectiu d'una càmera fotogràfica, per aquest motiu, dins l'entorn de la fotografia, es pot definir com la "tolerància de l'objectiu respecte la pel·lícula".

## Ús en fotografia
En fotografia, la profunditat de focus indica un rang de tolerància en la distància entre el pel·lícula (o sensor a les càmeres digitals) i l'element posterior de l'objectiu. Aquest concepte de vegades es confon amb el de la profunditat de camp (relacionat amb ell però diferent). La profunditat de focus generalment es mesura en centèsimes de mil·límetre.

## Profunditat de focus vs. profunditat de camp
Com abans s'ha esmentat, el terme profunditat de focus s'utilitza de vegades erròniament per referir-se a la profunditat de camp (PDC o DOF), que és l'àrea situada al davant de la lent amb un enfocament acceptable, mentre que el veritable significat de profunditat de focus es refereix a la zona darrere de la lent on el pla de pel·lícula (o del sensor a una càmera digital) es col·loca per produir una imatge enfocada.
L'expressió Profunditat de focus pot tenir dos significats lleugerament diferents. El primer és la distància sobre la qual es pot desplaçar el pla de la imatge mentre el pla d'objecte únic es manté amb un nivell d'enfocament acceptable. Amb el primer, la profunditat de focus és simètrica sobre el pla de la imatge; amb el segon significat, la profunditat de focus és més gran al costat més allunyat del pla de la imatge, encara que en la majoria dels casos les distàncies són aproximadament iguals.
Quan la profunditat de camp sovint es pot mesurar en unitats macroscòpiques, com ara metres i peus, la profunditat de focus es mesura normalment en unitats microscòpiques, com ara fraccions de mil·límetre o mil·lèsimes de polzada.
Els mateixos factors que determinen la profunditat de camp també determinen la profunditat de focus, però aquests factors poden tenir efectes diferents del que tenen en profunditat de focus. Tant la profunditat de camp com la profunditat de focus augmenten al disminuir l'obertura de diafragme. Per a subjectes distants (més enllà del rang macro), la profunditat de focus és relativament insensible a la distància focal i a la distància del subjecte, per a un nombre f fix. A la regió macro, la profunditat de focus augmenta amb una distància focal més llarga o una distància subjacent més propera, mentre que la profunditat de camp disminueix.

## Factors determinants
En càmeres de petit format, el límit més petit del cercle de confusió proporciona una profunditat de focus proporcionalment menor. En les càmeres fotogràfiques, diferents combinacions de portes de càmeres i de back-packs, tenen unes mides exactes de distància de registre a les quals es calibren els objectius.
L'elecció de col·locar gels o altres tipus de filtre darrere de l'objectiu es converteix en una decisió molt més crítica quan es tracta de formats més petits. La col·locació d'articles darrere de l'objectiu alterarà la via òptica, desplaçant el pla focal. Per tant, sovint, aquesta inserció s'ha de fer de forma paral·lela al muntatge de l'objectiu per tal de compensar-ho el suficient com per fer que qualsevol variació sigui insignificant per una profunditat de focus més gran. Sovint s'aconsella que en la pel·lícula de 35 mm emprada en cinematografia no s'utilitzin filtres darrere de l'objectiu si aquest és més ample de 25 mm.

## Càlcul
Si la profunditat de focus es relaciona amb un únic pla de l'espai d'objectes, es pot calcular a partir de
{\displaystyle t=2Nc{\frac {v}{f}},}
on t és la profunditat total del focus, N és Nombre f de la lent, c és el cercle de confusió, v és la distància de la imatge, i f és la distància focal de l'objectiu. En la majoria dels casos, la distància de la imatge (que no s'ha de confondre amb la distància del subjecte) no es determina fàcilment; la profunditat de focus també es pot donar en termes d'ampliació m :
{\displaystyle t=2Nc(1+m).}
L'ampliació depèn de la distància focal i de la distància del subjecte, i de vegades pot ser difícil estimar-la. Quan l'ampliació és petita, la fórmula simplifica a
{\displaystyle t\approx 2Nc.}
La fórmula senzilla s'utilitza sovint com a guia, ja que és molt més fàcil de calcular i, en molts casos, la diferència de la fórmula exacta és insignificant. A més, la fórmula senzilla sempre errarà del costat conservador (és a dir, la profunditat de focus sempre serà més gran que la calculada).
Després de la convenció històrica, el cercle de confusió de vegades es pren com a distància focal de la lent dividida per 1000 (amb el resultat en les mateixes unitats que la distància focal);
aquesta fórmula té més sentit en el cas de la lent normal (a diferència del gran angular o del teleobjectiu), on la distància focal és una representació de la mida del format. Aquesta pràctica ara està en desús; és més comú basar el cercle de confusió en la mida del format (per exemple, la diagonal dividida per 1000 o 1500).
En astronomia, la profunditat de focus {\displaystyle \Delta f} és la quantitat de desfocament que introdueix un error de front d'ona {\displaystyle \pm \lambda /4}. Es pot calcular com:
{\displaystyle \Delta f=\pm 2\lambda N^{2}}.

## Factors que influeixen en la profunditat de focus
La profunditat de focus no depèn dels mateixos tres factors sobre els quals depèn la profunditat de camp.
De fet, la profunditat de focus augmenta:
- si disminueix l'obertura del diafragma diafragma (òptica)]
- si disminueix la distància del subjecte
- la distància focal no té cap influència sobre la profunditat de focus perquè, per al mateix diafragma, l'amplitud del con de la llum no canvia.

Una fórmula per calcular la P.D.F. és la següent: 2 x obertura relativa (diafragma) x diàmetre del cercle de confusió acceptable.

## Efecte del diafragma sobre la profunditat de focus (nombre f)
L'efecte del valor de diafragma sobre la profunditat de camp "PDF" també és senzill d'estudiar. Com més tancat estigui el diafragma, major és la PDF o, cosa que és el mateix, a major nºf més PDF. La raó física és que a causa de tancar el diafragma el con de llum que forma aquest amb el punt de l'objecte es redueix en angle, per la qual cosa els cercles de confusió màxims se situen més lluny del plànol enfocat que si l'angle està més obert. Aquest fenomen s'explica de forma més gràfica en la imatge inferior.

Efecte del diafragma sobre la profunditat de camp. Els punts en el pla enfocat (2) projecten punts en el pla imatge, però els que estan fora del pla enfocat (1 i 3) causen un cercle de confusió, projectant una imatge borrosa. En fer servir un diafragma, l'àrea efectiva de la lent (4) es redueix, cosa que fa que la mida dels cercles de confusió disminueixi (ja que l'angle entre els rajos de màxima separació angular provinents d'un mateix punt es veu reduït pel diafragma), i que els objectes allunyats del pla enfocat es vegin més nítids, incrementant-se així la profunditat de camp (la distància al voltant del pla enfocat a la qual els objectes es veuen amb una certa nitidesa)

El fet que un diafragma molt obert redueixi la profunditat de camp explica per què les persones miops s'hi veuen pitjor de nit, ja que el rang d'enfocament es redueix i això fa que el defecte visual es faci més evident, a causa d'aquest escurçament del rang en el qual l'enfocament és precís.

## Altres factors

### Efecte combinat de distància focal i distància focus en fotografia d'aproximació
Sempre que ens trobem en rangs d'enfocament inferiors a 1/4 de la distància hiperfocal, la profunditat de camp sempre que mantinguem una ampliació determinada no variarà estiguem amb la focal que estiguem. Això en fotografia macro es compleix a la perfecció, ja que estem per sota d'aquests valors de distància d'enfocament inferior a 1/4 de la distància hiperfocal, però en fotografia distant per sobre d'aquests valors no es compleix. En aquests casos dins dels rangs esmentats, amb un tele tenim menys profunditat de camp que amb un normal o un angular i això és veritat mentre els altres paràmetres es mantenen constants; però si mantenim la mateixa ampliació encara que canviem la focal, canviant proporcionalment la distància d'enfocament parteixi enquadrar el mateix, la profunditat de camp no variarà, la PDF que perdo si augmento la distància focal la guanyes per posar-te més lluny. El que succeeix és que amb teleobjectius el fons desenfocat es veu més gran que amb un angular, pel que ens sembla més desenfocat; però si ens fixem veurem que tant el fons de la foto feta amb l'angular com el fons de la feta amb el tele té la mateixa falta de nitidesa si el motiu està enquadrat a la mateixa ampliació i treballem amb el mateix format i diafragma. De fet, en el motiu que estiguem fotografiant, veurem que hi ha la mateixa PDF si enfoquem al mateix pla amb un angular que amb un tele.

### Influència del canvi de format en la PDF
Per saber si augmenta o disminueix la PDF amb un format o un altre és ben senzill. Si busco la mateixa angulació en el registre d'una imatge, si utilitzo un format petit tindré més PDF que amb un format més gran a causa que per a la mateixa angulació amb un format superior cal augmentar també la distància focal: resulta que la PDF es redueix més ràpidament en les distàncies focals llargues que en les curtes. Però en aquesta equació no hem considerat el factor de la mida del cercle de confusió màxim, i resulta que atenent-nos a això, el format petit pel simple fet d'haver d'ampliar més per aconseguir la mateixa còpia de gran perdrà PDF, el que succeeix és que el factor de la distància focal és més important que el del cercle de confusió màxim pel que segueix guanyant en PDF el format menor, però no guanya tant com en principi semblava, ja que parcialment es compensa amb el CCM. Ara bé, si pretenem fer una còpia de la mateixa mida amb dos formats diferents amb la mateixa òptica, núm f i distància d'enfocament (evidentment cada fotografia tindrà enquadraments diferents) resulta que la foto amb el format menor tindrà menys PDF que la del format més gran, ja que l'únic factor que estem canviant és el del CCM. Però en aquest mateix cas, si en comptes de fer una còpia de la mateixa mida fem una còpia proporcional a cada format i l'observem a la mateixa distància llavors la PDF serà la mateixa amb els dos formats.

### Distància d'observació
La distància d'observació és constant en totes les proves per a una mida de còpia fix, però si alterem aquest paràmetre poden passar tres coses:
1. Si mantenim la mida de còpia, al allunyar-nos augmentarà la PDF.
2. Si en allunyar-nos o apropar-nos canviem proporcionalment, la mida de la còpia la PDF serà la mateixa
3. Si augmentem la mida de la còpia però l'observem a la mateixa distància, disminuirà la PDF. Això es dona en el moment que volem fer una foto d'una vista general d'una ciutat per exemple amb els seus edificis. Si volem jugar amb algun element que estigui més a prop que el ∞ en el qual hi ha els edificis de la ciutat, podem fer ús de la distància hiperfocal per aconseguir nitidesa amb molta profunditat, llavors enfocarem un punt més proper que ∞ i aconseguirem veure bé tota la foto mentre la veiem a la distància adequada amb la mida de còpia estàndard; però si fem un mural amb aquesta foto i la seguim volent veure de prop per apreciar els detalls dels edificis, ens emportarem una decepció perquè el que abans ens semblava nítid ara ho veiem desenfocat i ens adonem que per fer aquesta foto i exigir-li tant pel que fa a l'observació no podem fer ús de la distància hiperfocal i hem en aquest cas enfocar a ∞ directament.[6]